# Ораш'є (громада)
Ораш'є (хорв. Općina Orašje, босн. Opština Orašje, серб. Општина Орашје) — боснійська громада, розташована в Посавському кантоні Федерації Боснії і Герцеговини. Адміністративним центром є місто Ораш'є.